# Survivor Series (2002)
Survivor Series 2002 est le seizième Survivor Series, pay-per-view annuel de catch produit par la World Wrestling Entertainment. Il s'est déroulé le 17 novembre 2002 au Madison Square Garden de New York, New York. Ce show ne comprenait pas de matchs traditionnels à éliminations.

## Résultats
| #                                       | Match                                                                                                   | Stipulation                                                           | Durée |
| --------------------------------------- | --- | --------------------------------------------------------------------- | ----- |
| Dark                                    | Lance Storm et William Regal battent Goldust et The Hurricane                                           | Match par équipes.                                                    | 3:01  |
| 1                                       | Dudley Boyz (Bully Ray et Spike Dudley) et Jeff Hardy battent 3-Minute Warning (Jamal et Rosey) et Rico | Match par équipes à élimination avec des tables.                      | 14:22 |
| 2                                       | Billy Kidman bat Jamie Noble (c) (avec Nidia)                                                           | Match simple pour le championnat des poids-moyens.                    | 7:29  |
| 3                                       | Victoria bat Trish Stratus (c)                                                                          | Hardcore match pour le championnat féminin de la WWE.                 | 7:01  |
| 4                                       | Big Show bat Brock Lesnar (c) (avec Paul Heyman)                                                        | Match simple championnat de la WWE.                                   | 4:18  |
| 5                                       | Los Guerreros (Chavo et Eddie Guerrero) battent Edge et Rey Mysterio (c) et Chris Benoit et Kurt Angle  | Elimination Tag Team match pour le championnat par équipes de la WWE. | 19:25 |
| 6                                       | Shawn Michaels bat Booker T, Chris Jericho, Kane, Rob Van Dam et Triple H (c) (avec Ric Flair)          | Elimination Chamber match pour le championnat du monde poids-lourds.  | 39:19 |
| (c) désigne le(s) champion(s) en titre. | |                                                                       |       |

| Élimination # | Catcheur       | Ordre D'entrée | Éliminé par    | Manière                                                       | Temps |
| ------------- | -------------- | -------------- | -------------- | ------------------------------------------------------------- | ----- |
| 1             | RVD            | 1              | Booker T       | Tombé après un Missile Dropkick                               | 13:40 |
| 2             | Booker T       | 4              | Chris Jericho  | Tombé après un Chokeslam et un Lionsault                      | 17:43 |
| 3             | Kane           | 5              | Chris Jericho  | Tombé après un Sweet Chin Music, un Pedigree, et un Lionsault | 22:53 |
| 4             | Chris Jericho  | 3              | Shawn Michaels | Tombé après un Sweet Chin Music                               | 30:43 |
| 5             | Triple H       | 2              | Shawn Michaels | Tombé après un Sweet Chin Music                               | 39:20 |
| Vainqueur     | Shawn Michaels | 6              |                |                                                               |       |
Anecdote
Les Los Guerreros devient les 3e WWE Tag Team Champions de l'histoire et Shawn Michaels devient le 2e World Heavyweight Champion de l'histoire